# Jan Sawczak-Knihinicki
Jan Sawczak-Knihinicki ps. „Knihinicki”, „Jan” (ur. 5 lutego 1896 w Cergowej, zm. 6 marca 1973 w Toruniu) – polski farmaceuta, porucznik Armii Krajowej, powstaniec warszawski, filatelista.

## Życiorys

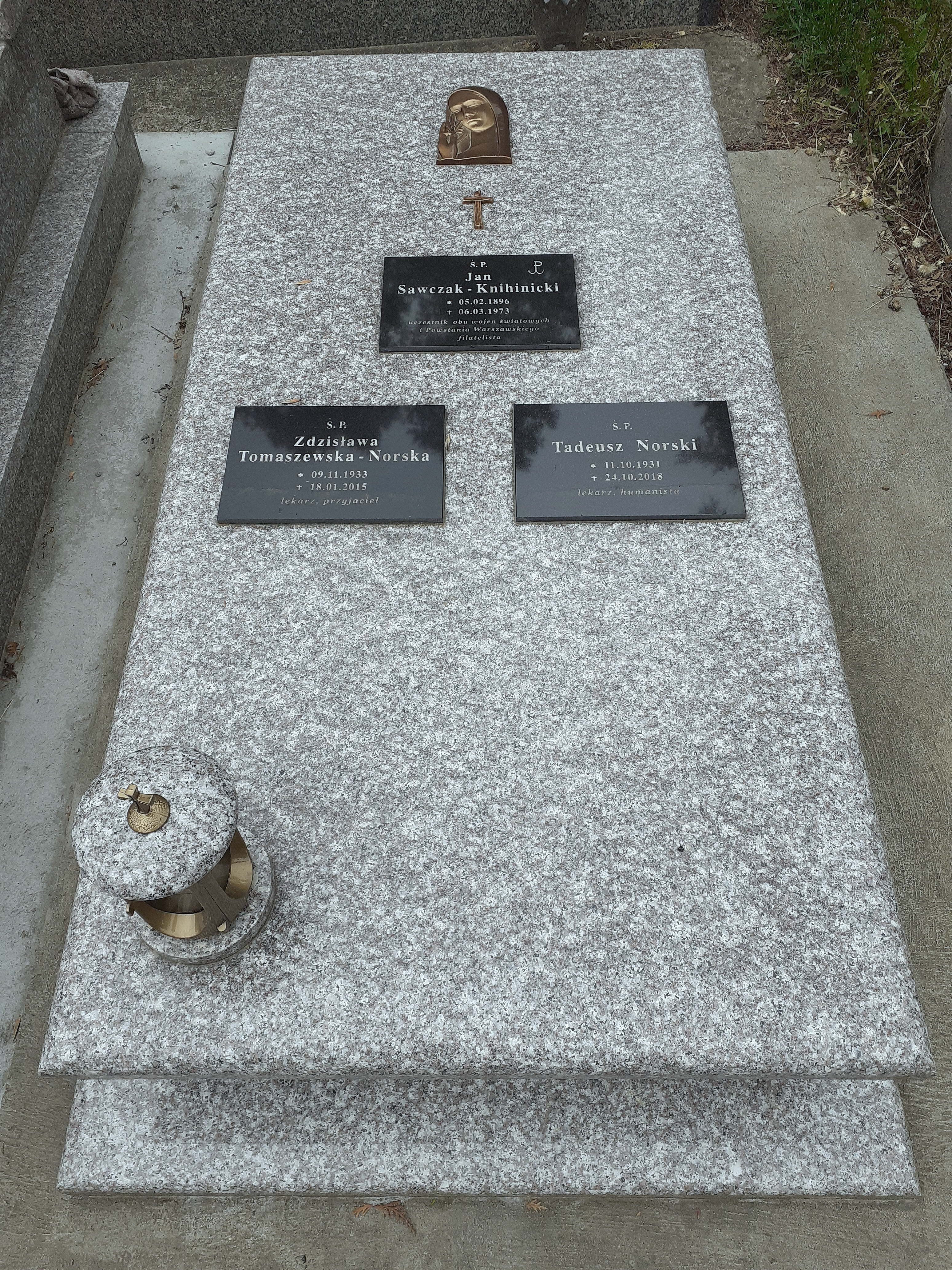
Nagrobek Jana Sawczaka-Knihinickiego

Urodził się jako Jan Sawczak 5 lutego 1896 w Cergowej. Był synem Antoniego i Katarzyny z domu Lubaska. Miał braci Antoniego (ur. 1899), Aleksandra (ur. 1903).
Kształcił się w C. K. Gimnazjum w Sanoku do roku szkolnego 1913/1914, podczas którego będąc uczniem VII klasy wystąpił ze szkoły. Podczas nauki szkolnej zainteresował się filatelistyką i przyłączył się do Klubu Filatelistycznego „Unia”, którego założycielem był Eugeniusz Szczerban. Brał udział w I wojnie światowej. Ukończył studia farmacji na Wydziale Lekarskim Uniwersytetu Jana Kazimierza we Lwowie uzyskując tytuł magistra. Będąc asystentem farmaceutycznym uchwałą Rady Miejskiej w Sanoku z 1922 został uznany przynależnym do gminy Sanok. Zamieszkiwał w Warszawie. Od 1936 był członkiem Związku Filatelistów w Toruniu.
Po wybuchu II wojny światowej i kampanii wrześniowej przebywał w Warszawie i podczas trwającej okupacji niemieckiej zaangażował się w działalność ruchu oporu działając w Armii Krajowej. W stopniu porucznika uczestniczył w powstaniu warszawskim, wówczas działał przy organizacji służby medycznej w szeregach oddziału „Bakcyl” (Sanitariat Okręgu Warszawskiego Armii Krajowej) w Grupie „Północ”. Przeszedł kanałami ze Starego Miasta do Śródmieścia Północ. Jego zbiory znaczków pocztowych zostały utracone w ruinach Warszawy. Został wzięty przez Niemców do niewoli. Trafił do pracy w Polskim Szpitalu Wojskowym w Zeithain (początkowo Szpital Jeńców AK i Internowanych w Zeithain), który stanowił część obozu jenieckiego 304 N Stammlager IV B Reserre Lazarett Zeithain.
Po wojnie powrócił do Polski i zamieszkał w Toruniu. Był inicjatorem i organizatorem odtworzenia Związku Filatelistów w Toruniu w 1946, którego był sekretarzem. Po utworzeniu Polskiego Związku Filatelistów pełnił funkcję sekretarza oddziału PZF w Toruniu, a od 1961 do 1970 był jego prezesem. Ponadto zasiadał w Głównym Sądzie Koleżeńskim PZF od 1950 do 1953 oraz Zarządzie Głównym PZF od 1953 do 1969. Współorganizował wystawy filatelistyczne, w tym krajową wystawę filatelistyczną „Torphilex Copernicana 73”, która odbyła się w Toruniu już po jego śmierci w 1973. Kolekcjonował znaczki klasyczne. Był wyróżniany medalami na wystawach filatelistycznych w Polsce i za granicą. Publikował w czasopismach „Filatelista”, „Rocznik Toruński”.
Po wojnie do końca życia zamieszkiwał w Toruniu przy ulicy Mostowej 9/5. Był żonaty z Jadwigą. Zmarł 6 marca 1973 w szpitalu w Toruniu. Został pochowany na Cmentarzu Centralnym w Sanoku 13 marca 1973.

## Odznaczenia i ordery
- Krzyż Walecznych
- Złoty Krzyż Zasługi
- Złota Odznaka Honorowa Polskiego Związku Filatelistów
- Odznaczenia Polskiego Związku Filatelistów
- Medal posrebrzany na Światowej Wystawie Filatelistycznej „Praga ’62”